# Bojort
Bojort - (lub bojer) mały żaglowiec wykorzystywany we flocie szwedzkiej i holenderskiej, popularny też na Bałtyku.
Początkowo jednomasztowy z żaglem rozprzowym i fokiem, zaś w końcu XVI wieku budowano już większe jednostki tego typu, o pojemności dochodzącej do 50-60 łasztów, z dwoma masztami. Na przednim (grotmaszcie) stosowano żagiel rejowy i topsel, na bezanmaszcie żagiel trójkątny. Dodatkowo stawiano żagiel pod bukszprytem.
W XVII wieku budowano bojorty o pojemności dochodzącej do 125 łasztów. Tak duże jednostki uzbrajano w 14 dział. Załogę stanowiło 30 - 40 osób.